# Marmota camtschatica
Espèce
Statut de conservation UICN

 LC  : Préoccupation mineure
Marmotte du Kamtchatka, Marmotte à tête noire

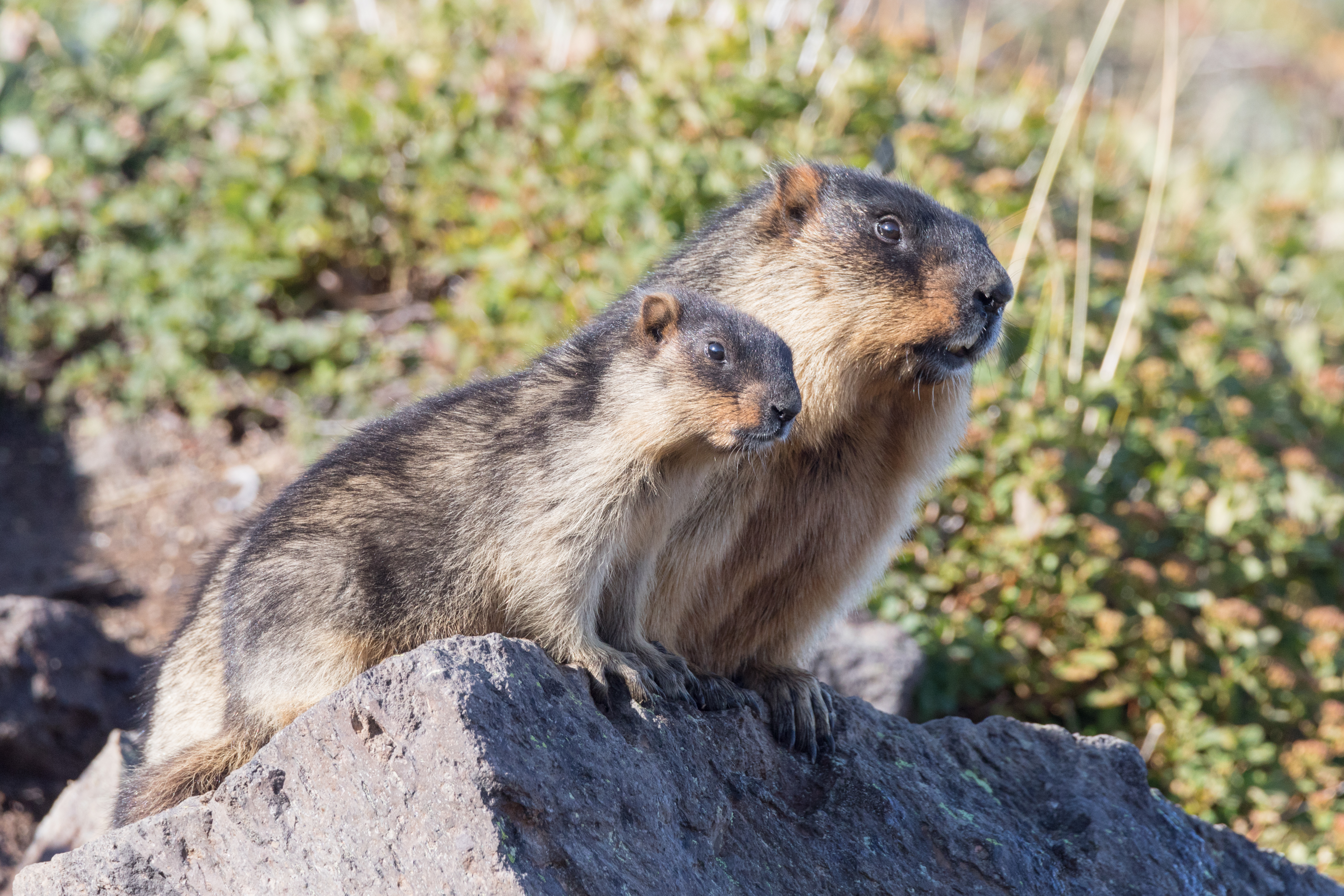
Deux marmota camtschatica dans le parc naturel du Kamtchatka du Sud. Aout 2019.

La marmota Kamtschatica (aussi écrit marmota camtschatica, marmotte à tête noire) est une espèce de marmotte (mammifère fouisseur de l'ordre des rongeurs).
Cette espèce est originaire de Russie et se rencontre principalement dans la péninsule du Kamtchatka, au nord du lac Baïkal et en Yakoutie.
Les effectifs de l'espèce sont  estimés entre 50 000 et 100 000 individus.
C'est l'espèce de marmotte qui hiberne le plus longtemps de mi-septembre à mi-mai. Le permafrost les empêche de creuser des terriers en profondeur. Les colonies s'établissent dans des zones favorables qui dégèlent bien en été. Les populations sont donc morcelées. Malgré un soin tout particulier que cette espèce consacre à l'isolation de son terrier, elle peut avoir à supporter des températures du sol allant jusqu'à  −20 °C.